# Jersey International Tennis Tournament 2008
Il Jersey International Tennis Tournament 2008, noto anche come Caversham Jersey International Tennis Tournament, è stato un torneo di tennis facente parte della categoria ATP Challenger Series nell'ambito dell'ATP Challenger Series 2008. Il torneo si è giocato a Jersey nel Regno Unito dal 10 al 16 novembre 2008 su campi in cemento indoor e aveva un montepremi di €30 000+H.

## Vincitori

### Singolare
Adrian Mannarino ha battuto in finale  Andreas Beck con il punteggio di 7–6(4), 7–6(4)

### Doppio
Colin Fleming /  Kenneth Skupski hanno battuto in finale  Chris Guccione /  Marcio Torres con il punteggio di 6–3, 6–2